# Ciència formal
Una ciència formal és una disciplina teòrica l'objecte de la qual no té contingut empíric, sinó que desenvolupa i estudia sistemes formals. Són ciències formals la lògica, la matemàtica, i les branques teòriques de la Informàtica, la Teoria de la informació i l'Estadística. S'oposa a la ciència experimental i a vegades se l'anomena ciència pura o ciència exacta (tot i que aquest terme se sol reservar per a les matemàtiques).
Estudien conceptes abstractes i no realitats físiques, per això empren un llenguatge formal numèric i es basen en raonaments i demostracions per a dur a terme la seva recerca.